# Deutschland (1998)
Le MS Deutschland (à partir de 2015, naviguant également sous le nom de World Odyssey de septembre à avril de chaque année) est un navire de croisière lancé en 1998 et détenu et exploité par Peter Deilmann Cruises jusqu'en 2015 . Il est décoré dans le style des années 1920 comme on pouvait le voir avec le SS Columbus de la Norddeutscher Lloyd. Le navire transporte 513 passagers et 260 membres d'équipage . Il a une jauge brute de 22 400 et dispose de sept ponts accessibles aux passagers.

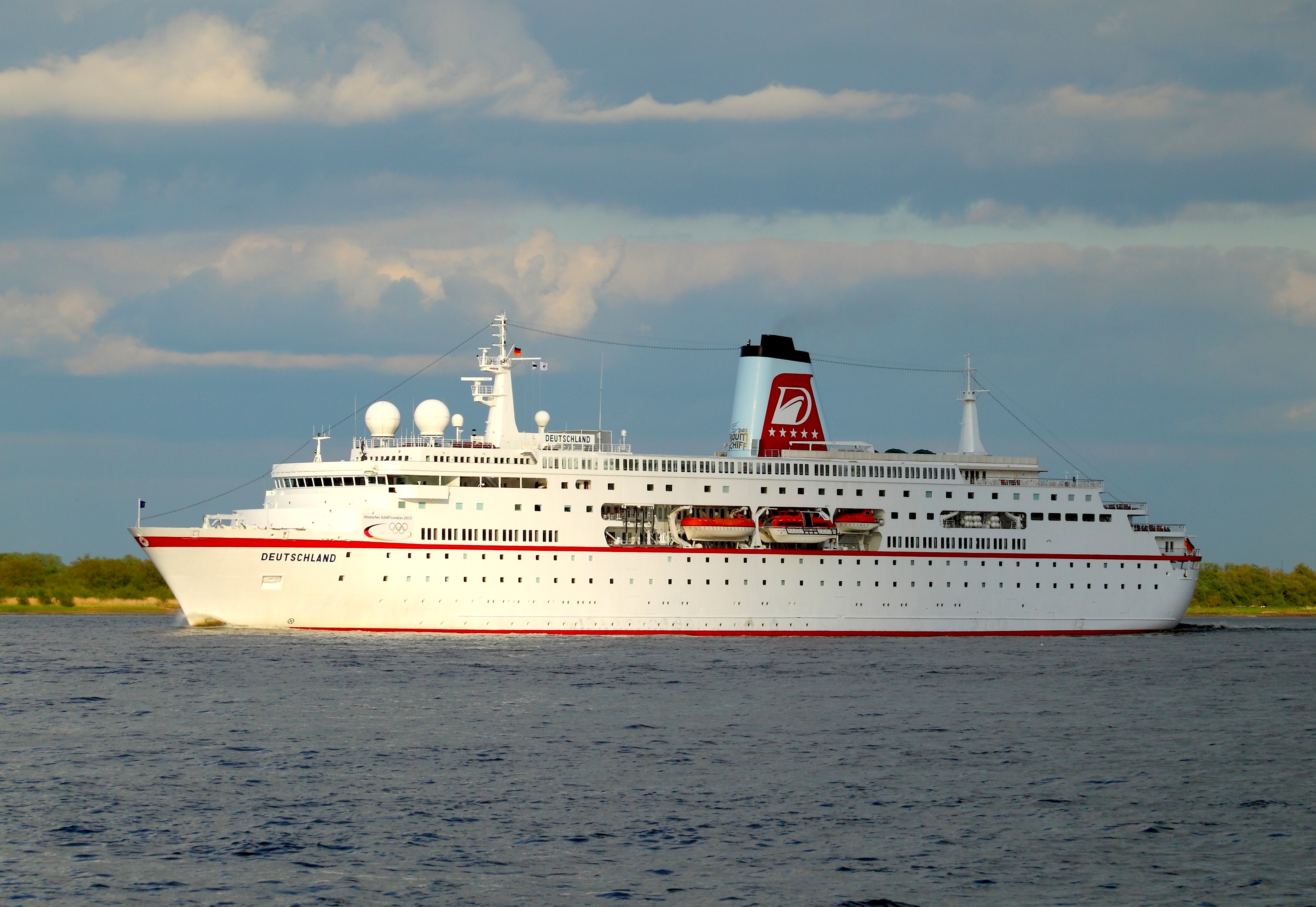
Le Deutschland sur l' Elbe en 2012 avec la signalisation des Jeux Olympiques d'été

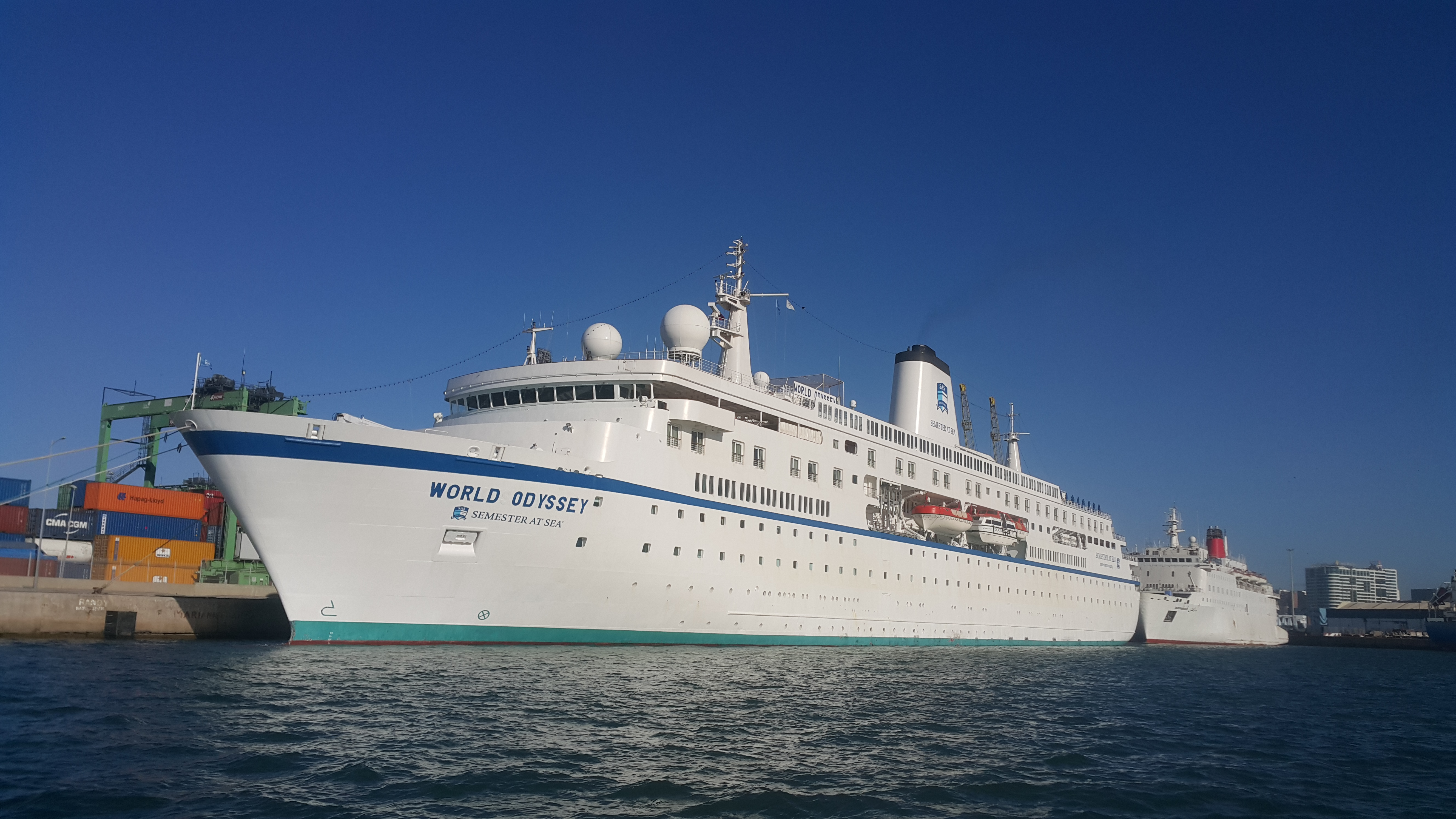
World Odyssey

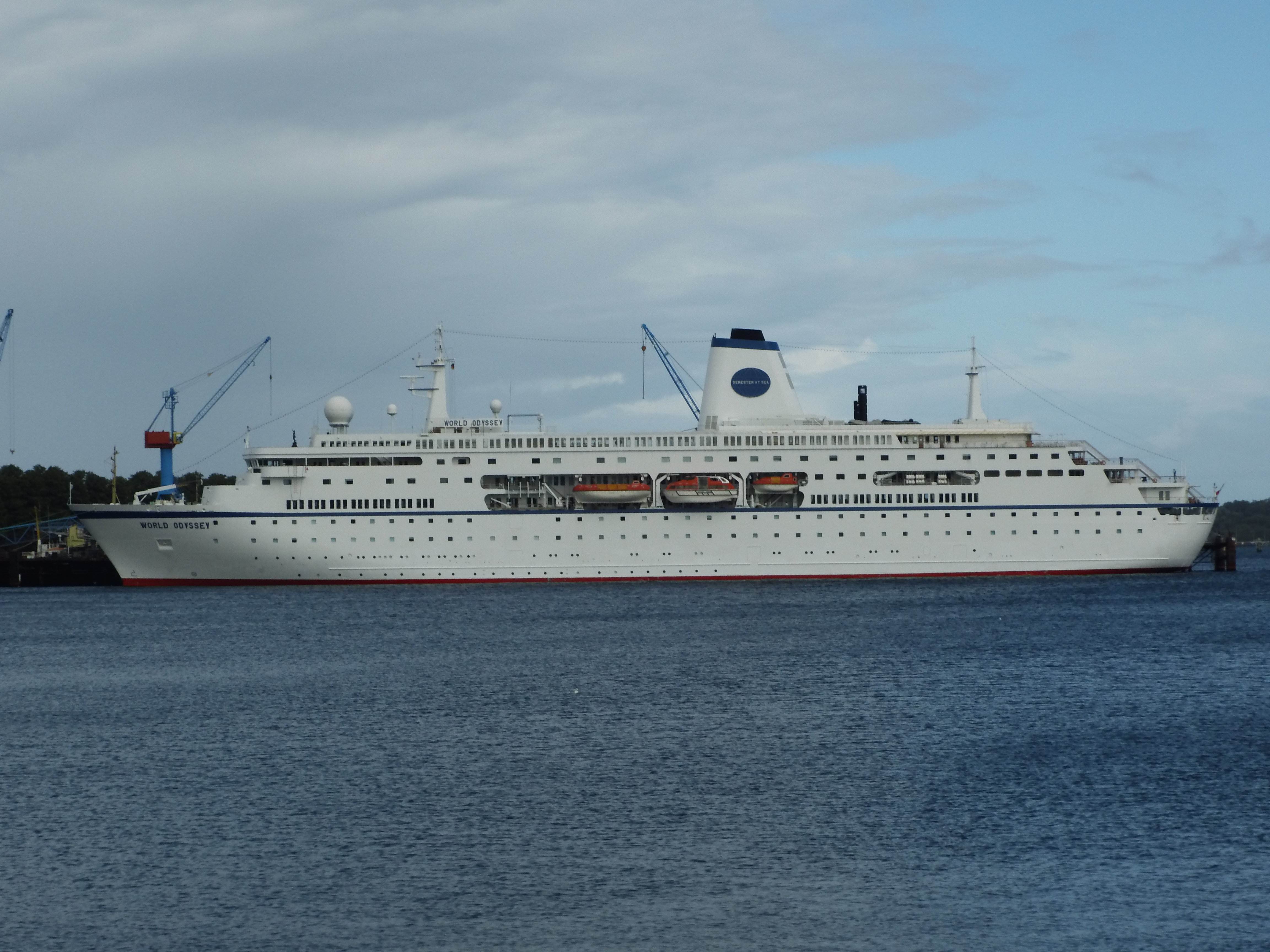
World Odyssey

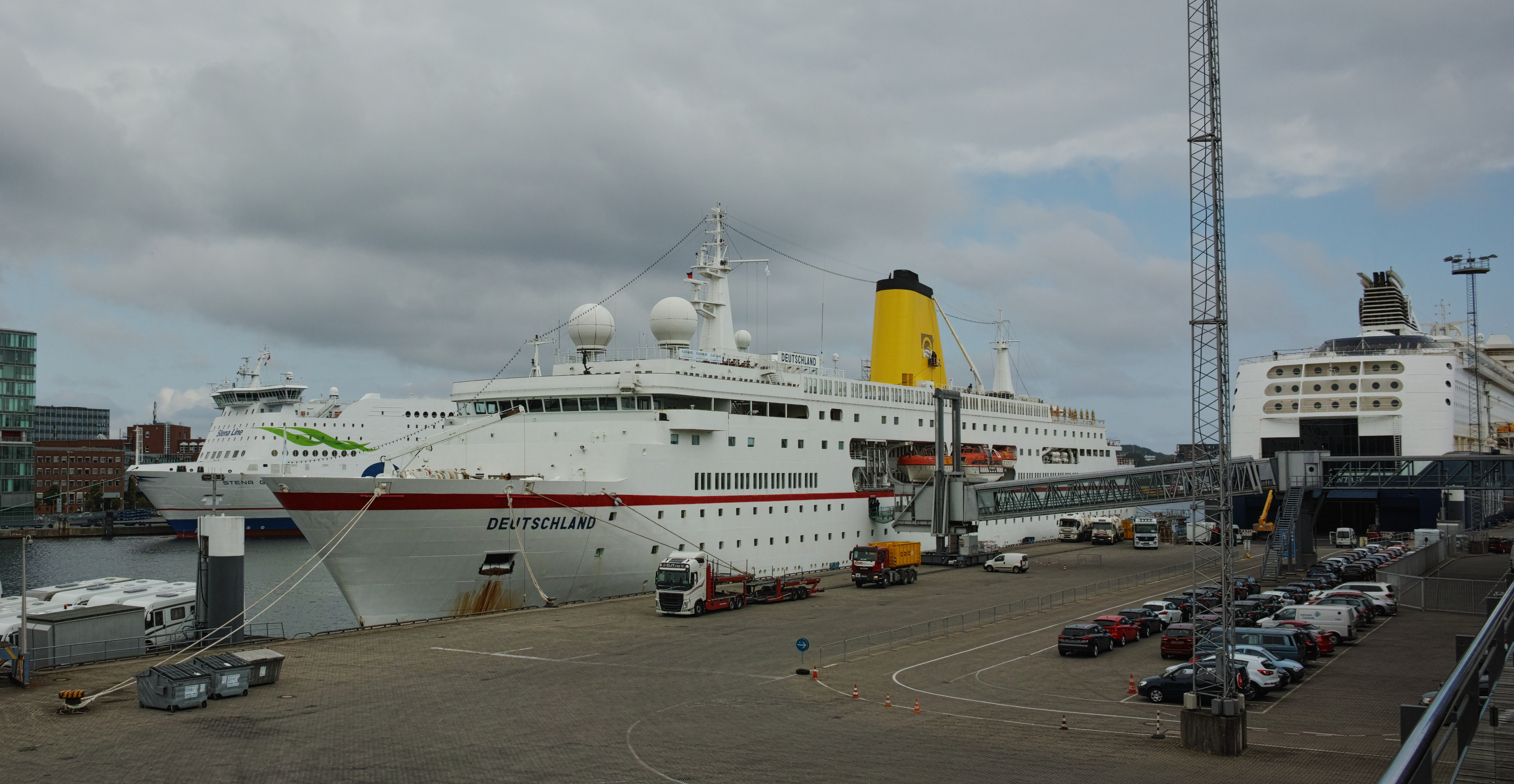
Le Deutschland naviguant pour Plantours Charter, Kiel, 9 juin 2015 (on peut voir les peintres appliquer le logo de l'opérateur sur l'entonnoir)

En 2000, le vol 4590 d'Air France s'est écrasé près de Paris. Le vol charter Concorde à destination de New York transportait des passagers pour une croisière de seize jours vers l'Amérique du Sud à bord du MS Deutschland.
Lors des Jeux olympiques d'été de 2012 à Londres, le Comité olympique allemand a utilisé le MS Deutschland comme navire d'accueil.
Le 19 mai 2015, le MS Deutschland a été vendu à la société Absolute Nevada basée aux États-Unis, qui a acheté le navire pour environ 21 millions de dollars. Les nouveaux propriétaires ont embauché environ la moitié de l'équipage . Initialement, le navire était prévu pour servir d'université flottante pour l'organisation américaine Semester at Sea et dans le processus a été redéfini à Nassau aux Bahamas. Il a été proposé que le navire soit renommé World Odyssey après un radoub dans un chantier naval du nord de l'Europe.
Le 31 mai 2015, Plantours a annoncé qu'il affréterait le navire pour quatre traversées entre le 9 juin 2015 et le 29 juillet 2015 pendant que son navire habituel MS Hamburg serait réparé. L'équipage du MS Hamburg s'est rendu à Gibraltar pour préparer le navire, avant que les invités ne s'embarquent le 9 juin 2015 à Kiel. Des places dans les 80 cabines supplémentaires ont été faites car le MS Deutschland était plus grand que prévu pour le navire MS Hamburg. C'est à cette occasion que le MS Deutschland a commencé à naviguer sous pavillon des Bahamas, et son entonnoir a été peint en jaune Plantours.
Du 20 juin 2015 au 10 août 2015, le navire a effectué des croisières vers la mer du Nord, les fjords norvégiens, Svalbard, le Groenland, les îles Féroé et Shetland et la ville de Hambourg avant de terminer à Kiel.
Le 27 juillet 2015, les nouveaux propriétaires du navire ont annoncé que le navire alternerait entre deux rôles. Pendant une partie de l'année, le navire voyageait en tant que World Odyssey transportant des étudiants du «semestre en mer»; et pour le reste de l'année, il serait affrété à la compagnie de croisière allemande Phoenix Reisen, naviguant sous son nom traditionnel MS Deutschland. Pour cette période, le navire porterait deux noms, l'un pour l'hiver, l'autre pour l'été,.
Lors de la pandémie COVID-19, l'équipage est enfermé dans le navire qui est amarré dans un bassin du port de Caen.

## Incidents
Le 23 mai 2010, vers 12 h 30, dans le port norvégien d' Eidfjord, en Norvège, un incendie a été détecté dans la salle des machines. A bord se trouvaient à cette époque 607 (ou 608) personnes, dont 364 passagers. Tous les passagers et la plupart de l'équipage et deux pilotes norvégiens ont été évacués en toute sécurité du navire, tandis qu'une petite partie de l'équipage est restée à bord. L'incendie a été isolé dans une zone limitée du navire. Les 364 passagers du navire sont rentrés chez eux. Le MS Deutschland a ensuite été remorqué par des remorqueurs jusqu'au chantier naval Blohm + Voss à Hambourg pour y être amarré et réparé, où le navire est resté au chantier naval pendant trente jours. Les dommages causés par l'incendie ont coûté environ deux millions d'euros et ont été payés par les assureurs du navire. Trois voyages ont été annulés et le service a repris le 3 juillet 2010 avec un départ de Hambourg,,.
Le 15 janvier 2012, le navire s'est échoué dans le canal de Beagle, à la pointe de l'Amérique du Sud. Personne n'a été blessé et le navire a pu poursuivre son voyage après une enquête du Federal Bureau for Maritime Casualty Investigation.

## En culture
- L'émission de télévision allemande Das Traumschiff ("The Dream Ship"), avait été filmé à bord pendant quinze ans alors que le MS Deutschland voyageait vers des destinations touristiques du monde entier.
- Dans le premier épisode de Deutschland 86 , le navire apparaît dans la première scène amarré en tant que World Odyssey et est référencé dans la scène finale lorsque quelqu'un regarde Das Traumschiff